# Tachyphyle aganapla
Tachyphyle aganapla är en fjärilsart som beskrevs av Dyar 1913. Tachyphyle aganapla ingår i släktet Tachyphyle och familjen mätare. Inga underarter finns listade i Catalogue of Life.